# Список депутатів Верховної Ради СРСР 7 скликання
Верховна Рада СРСР 7-го скликання — обрана 12 червня 1966, засідала з 1966 по 1970 роки. Склад: 1517 депутатів — 750 в Раді Союзу і 767 в Раді Національностей.

## А
- Абашидзе Іраклій Віссаріонович
- Абдилдаєв Мамбет
- Абдраїмов Апсамат
- Абдугулов Капіза
- Абдуллаєв Абдукарім
- Абдуллаєва Джорахал
- Абдуллаєва Музаффара Абдугафарівна
- Абдуллаєва Рано Хабібівна
- Абдуллаєва Сафура Сейфулла кизи
- Абдуразаков Малік Абдуразакович
- Абраєв Хаїржан Теміржанович
- Авелян Амаяк Оганесович
- Аверіна Юлія Олександрівна
- Авер’янов Микола Давидович
- Авраменко Степан Степанович
- Агайсенова Загіпа
- Агеєва Ірина Дмитрівна
- Агрба Світлана Семенівна
- Адомавічюс Вінцас Казевич
- Азатян Арус Амбарцумівна
- Айдингалієв Бержан Муратули
- Айрапетян Світлана Татулівна
- Айтматов Чингіз
- Айтмуратов Ережеп
- Акімжанова Хабіба
- Акназаров Зекерія Шарафутдинович
- Аксьонов Олександр Никифорович
- Алагов Темірбі Харитонович
- Александрова Галина Пилипівна
- Алексеєв Євген Михайлович
- Алексеєв Дмитро Федорович
- Алексеєва Єлизавета Єгорівна
- Алексеєвський Євген Євгенович
- Алієв Мухамметмурат
- Алієва Заріфа Фатулла кизи
- Алієва Нарзіой
- Алієва Тамаша Рустам кизи
- Алі-заде Алескер Ісмаїл огли
- Аліханов Расул
- Аліханов Енвер Назарович
- Аллік Гендрік Гансович
- Алмакунов Тологон
- Амбарцумян Віктор Амазаспович
- Амелько Микола Миколайович
- Амірасланова Фіруза Годжа кизи
- Амосов Микола Михайлович
- Амрахова Дурдана Гейбат кизи
- Андреєв Олександр Микитович
- Андреєв Геннадій Дмитрович
- Андропов Юрій Володимирович
- Аніліоніс Людвікас Пятрович
- Антонов Олексій Костянтинович
- Антонов Анатолій Дмитрович
- Антонов Василь Іванович
- Антонов Олег Костянтинович
- Антонов Сергій Федорович
- Антонов Спиридон Іванович
- Антосяк Георгій Федорович
- Аппасова Мугульсум Біраківна
- Апряткін Семен Семенович
- Аракелян Свєта Самсонівна
- Аракелян Сократ Вагаршакович
- Арбузов Борис Олександрович
- Арзуманян Григорій Агафонович
- Арсланова Магіра Гарипівна
- Ару Артур Яанович
- Арутюнян Нагуш Хачатурович
- Арутюнян Офелія Степанівна
- Архангельський Сергій Миколайович
- Асамов Салахітдін
- Асеєва Дарія Сергіївна
- Асимов Мухамед Сайфітдінович
- Аскаров Асанбай Аскарули
- Аскарова Саліма
- Астайкін Іван Павлович
- Астапова Лідія Дмитрівна
- Астаф’єв Петро Васильович
- Асямолова Валентина Семенівна
- Атабієва Азіза Аллакаївна
- Атаєв Байри
- Атаєв Кандим
- Атласова Аксінія Марківна
- Аулов Григорій Максимович
- Афанасьєв Павло Якович
- Афанасьєв Сергій Олександрович
- Ахмадуллін Ісмагіл Ібрагімович
- Ахмедова Ханум Ібрагім кизи
- Ахохов Асланбі Нахович
- Ахпашев Веніамін Павлович
- Ахундов Велі Юсуфович
- Ахунов Джурабай
- Ахунова Турсуной
- Аюбов Хусейн
- Аюров Бальжиніма Тудупович

## Б
- Бабаджанян Амазасп Хачатурович
- Бабаєв Салих
- Бабахіна Олена Яківна
- Багдатов Болат
- Багіров Аббас Мамедович
- Багіров Тофік Масім огли
- Баграмян Іван Христофорович
- Бадамянц Георгій Арташесович
- Базовський Володимир Миколайович
- Байбаков Микола Костянтинович
- Байназарова Турсин
- Байрамгельди Гурбан
- Бакаєв Віктор Георгійович
- Бакланов Гліб Володимирович
- Баландін Анатолій Никифорович
- Балашенко Єлизавета Костянтинівна
- Балтабаєва Умут Джакіївна
- Балтаніязов Усенбай
- Банников Микола Васильович
- Баран Лідія Володимирівна
- Барахоєва Лемка Ельбускіївна
- Баришева Ніна Марківна
- Баришніков Ілля Єгорович
- Бармін Микола Сосіпатрович
- Барташевич Анатолій Антонович
- Барткевич Леонард Леопольдович
- Бартуліс Антон Петрович
- Барьядаєв Костянтин Лаврентійович
- Басієв Олег Олександрович
- Батицький Павло Федорович
- Батурін Микола Олександрович
- Баязітов Сагінтай
- Бедерханов Ісхак Магомедович
- Безкровний Дмитро Іванович
- Безнаєва Варвара Андріївна
- Безносов Павло Олександрович
- Безносова Тамара Веніамінівна
- Безпалько Іван Григорович
- Бейбутов Рашид Маджид огли
- Бейсебаєв Масимхан Бейсебайович
- Бейшеналієва Бюбюсара
- Бекшаєв Кузьма Олексійович
- Белеуца Катерина Григорівна
- Беман Ельмар Карлович
- Берзегов Нух Асланчерійович
- Бердиніязова Айджамал
- Бещев Борис Павлович
- Бєлобородов Панас Павлантійович
- Бєлоконєва Раїса Іванівна
- Бєлоусов Андрій Федорович
- Бєлуха Микола Андрійович
- Бєляєв Іван Степанович
- Бєляков Віктор Осипович
- Бєлякова Антоніна Іванівна
- Бєлякова Зінаїда Парамонівна
- Бзішвілі Реваз Олександрович
- Бібулатов Ельмурза Алійович
- Бієшу Марія Лук'янівна
- Біла Лідія Костянтинівна
- Більданова Ніна Олексіївна
- Білявська Віра Митрофанівна
- Бірюков Євген Оксентійович
- Бісарігова Тетяна Магомедівна
- Близоруков Григорій Григорович
- Блінова Галина Василівна
- Блохін Микола Миколайович
- Блудару Василь Михайлович
- Блюм Віктор Адольфович
- Бобкова Марія Кирилівна
- Бободжанов Абдугафар
- Бобосадикова Гулджахон Бобоївна
- Бобришева Надія Герасимівна
- Богданов Василь Семенович
- Богданов Павло Іванович
- Богданов Федір Іванович
- Богданова Ганна Янівна
- Боголюбов Микола Миколайович
- Богун Григорій Григорович
- Бодюл Іван Іванович
- Божій Михайло Михайлович
- Бойко Михайло Лук'янович
- Большухін Василь Іванович
- Бондаренко Іван Панасович
- Бондаренко Раїса Леонівна
- Бонова Наталія Сергіївна
- Борзова Галина Олександрівна
- Борисенко Микола Михайлович
- Борисов Олександр Васильович
- Борисов Володимир Дмитрович
- Боровков Володимир Петрович
- Бородін Андрій Михайлович
- Бородін Віктор Петрович
- Бородін Леонід Олександрович
- Бородкіна Раїса Григорівна
- Ботвин Олександр Платонович
- Ботнар Федір Георгійович
- Ботоєв Ергеш
- Бохадиров Холходжа
- Боцу Павло Петрович
- Бочкарьов Олександр Панкратович
- Брангалє Лілія Фрицівна
- Братков Микола Михайлович
- Братченко Борис Федорович
- Брачкене Олена Пилипівна
- Брегадзе Отарі Доротійович
- Брежнєв Леонід Ілліч
- Брехов Костянтин Іванович
- Брижин Олександр Олексійович
- Бриліна Катерина Іванівна
- Бринцева Марія Олександрівна
- Бровка Петро Устинович
- Бубновський Микита Дмитрович
- Будьонний Семен Михайлович
- Бузницький Олександр Григорович
- Булавський Микола Олександрович
- Булгаков Олександр Олександрович
- Бультрикова Балжан
- Буніна Марія Семенівна
- Бурангалієва Рахіма
- Бурашников Борис Пилипович
- Бурков Борис Сергійович
- Буров Іван Михайлович
- Бутома Борис Євстахійович
- Бухрашвілі Шота Єфремович
- Буцьких Ганна Миколаївна

## В
- Вадер Артур Павлович
- Валіханов Агзам Валіханович
- Ванкеєв Жамсо Бальжинімайович
- Варданян Ніна Мгерівна
- Варес Ліа Карлівна
- Вартанян Артем Місакович
- Васильєв Микола Федорович
- Васильєва Валентина Іванівна
- Васькова Ніна Олександрівна
- Васягін Семен Петрович
- Ватутін Федір Єгорович
- Ватченко Олексій Федосійович
- Вахтра Лейда Карлівна
- Вашакашвілі Тамара Віссаріонівна
- Ващенко Григорій Іванович
- Векуа Ілля Несторович
- Вердзадзе Олександр Йосипович
- Верещагін Олександр Матвійович
- Вершинін Костянтин Андрійович
- Виниченко Лілія Олексіївна
- Висаїдов Ахмед Маційович
- Виштак Степанида Демидівна
- Вія Вамбола Оскарович
- Власенко Василь Прокопович
- Власова Марія Миколаївна
- Войнов Віктор Васильович
- Войнов Микола Семенович
- Волков Олександр Петрович
- Волков Микола Олександрович
- Волов Василь Іванович
- Володова Марія Захарівна
- Вольтовський Борис Іовлевич
- Воробйов Іван Матвійович
- Воробйов Іван Степанович
- Воробйова Наталія Іларіонівна
- Воронов Геннадій Іванович
- Воронцева Марія Костянтинівна
- Воронцов Владилен Омелянович
- Воропаєв Михайло Гаврилович
- Ворошилов Климент Єфремович
- Восканян Грант Мушегович
- Восс Август Едуардович
- Всеволожський Михайло Миколайович
- Вунк Арнольд Артурович
- Вяляс Вайно Йосипович

## Г
- Габунія Анзор Шалвович
- Гавриліца Іван Спиридонович
- Гаврилова Надія Василівна
- Гагарін Юрій Олексійович
- Гайворонцев Іван Петрович
- Гайдар Марія Луківна
- Гайліт Марія Рудольфівна
- Гайнанов Жантимір Хамматович
- Гайрбеков Муслім Гайрбекович
- Гайсін Абдулхай Рахматович
- Галаншин Костянтин Іванович
- Галенко Йосип Панасович
- Галін Антон Герасимович
- Галочкіна Надія Миколаївна
- Галуза Ганна Митрофанівна
- Галузо Надія Іванівна
- Галушка Дмитро Федорович
- Галушко Тетяна Володимирівна
- Гамзатов Расул Гамзатович
- Гамсахурдія Люся Гагаліївна
- Ганган Андрій Ілліч
- Гапуров Мухамедназар Гапурович
- Гарбузов Василь Федорович
- Гарібджанян Геворг Багратович
- Гарібджанян Людвіг Папікович
- Гасанова Фатьма
- Гасанова Шамама Махмудалі кизи
- Гаспарян Гоар Мікаелівна
- Гафуров Бободжан Гафурович
- Гачечіладзе Леван Михайлович
- Гедвілас Мечисловас Олександрович
- Гелястанов Махмуд Зулкайович
- Георгадзе Михайло Порфирович
- Георгієв Олександр Васильович
- Герайтіте Дануте Іонівна
- Герасимов Костянтин Михайлович
- Гетьман Андрій Лаврентійович
- Гетьман Олександра Дмитрівна
- Гірфанов Вакіль Калійович
- Гіталов Олександр Васильович
- Гіясов Джалал
- Главатських Антоніна Матвіївна
- Гладчук Антоніна Федорівна
- Глазенко Мотрона Оксентіївна
- Глушко Валентин Петрович
- Гнатович Михайло Іванович
- Гнений Петро Демидович
- Головченко Федір Петрович
- Гончар Олександр Терентійович
- Горбаченко Людмила Іллівна
- Горбунов Анатолій Хомич
- Гордеєва Валентина Василівна
- Горєва Аполінарія Сергіївна
- Горегляд Олексій Адамович
- Горі Дмитро Васильович
- Горінов Трохим Йосипович
- Горкін Олександр Федорович
- Городовиков Басан Бадьмінович
- Горохова Марія Павлівна
- Горшков Сергій Георгійович
- Горшков Яким Васильович
- Горюнов Володимир Павлович
- Горюнов Дмитро Петрович
- Горюшкіна Єлизавета Прокопівна
- Горячев Федір Степанович
- Грабовський Мирослав Васильович
- Гравере Луція Язепівна
- Гречко Андрій Антонович
- Грибушкін Валентин Миколайович
- Григоренко Олексій Семенович
- Григор’єв Петро Андрійович
- Григор’єв Петро Михайлович
- Григор’єва Антоніна Георгіївна
- Григор’єва Лідія Василівна
- Григорян Дживан Мнацаканович
- Григорян Емма Алексанівна
- Гришанков Олексій Андрійович
- Гришин Василь Прохорович
- Гришин Віктор Васильович
- Гришин Костянтин Миколайович
- Гришин Леонід Олександрович
- Гришманов Іван Олександрович
- Громов Анатолій Олександрович
- Громико Андрій Андрійович
- Гроссу Семен Кузьмич
- Грушецький Іван Самійлович
- Гугунішвілі Михайло Лаврентійович
- Гудкова Лідія Петрівна
- Гузенко Парфентій Васильович
- Гуменюк Анастасія Василівна
- Гуменюк-Грицай Петро Онисимович
- Гурбан Олександр Дмитрович
- Гурушкін Віктор Олексійович
- Гусаковський Йосип Іраклійович
- Гусейнов Аслан Ага огли
- Гусейнова Абухаят Якуб кизи
- Гусейнова Зулейха Ісмаїл кизи
- Гусєв Володимир Кузьмич
- Гусєв Микола Павлович
- Густов Іван Степанович
- Гюлієв Гюлі Магомед огли

## Д
- Давидов Василь Петрович
- Давидов Михайло Юхимович
- Давітадзе Леван Михайлович
- Дагужиєва Кунац Сафарбіївна
- Дадашев Кудрат Кулійович
- Данзурун Іван Симчітович
- Данилов Борис Матвійович
- Данилов Олександр Іванович
- Даніялов Абдурахман Даніялович
- Данковцев Олександр Георгійович
- Данченко Олексій Євгенович
- Дараселія Михайло Костянтинович
- Дарбінян Володя Саркісович
- Даулетбаков Саят Сейїлули
- Дегтярьов Володимир Іванович
- Дегтяренко Катерина Миколаївна
- Дедюкін Михайло Миколайович
- Деканосідзе Тамара Єреміївна
- Дементьєв Петро Васильович
- Демиденко Василь Петрович
- Демиденко Єфросинія Панасівна
- Демічев Петро Нілович
- Демченко Володимир Якимович
- Денисевич Володимир Володимирович
- Денисов Георгій Якович
- Денисов Мефодій Іванович
- Деркач Таїсія Михайлівна
- Джавахішвілі Гіві Дмитрович
- Джалалов Маннап
- Джанілідзе Карл Федорович
- Джафар-заде Сурід Рзайович
- Джіоєв Коста Каргойович
- Джуманіязова Айша
- Джураєва Сара
- Джуссоєв Георгій Миколайович
- Дзелзіс Валія Індриківна
- Дзідзарія Аграфіна Андріївна
- Дзідзарія Георгій Олексійович
- Дзоценідзе Георгій Самсонович
- Димшиць Веніамін Еммануїлович
- Діордіца Олександр Пилипович
- Дмитрієв Володимир Миколайович
- Добрих Володимир Макарович
- Добровольскіс Пранцішкус-Станісловас Пранцішкович
- Довженко Ганна Денисівна
- Доєнін Василь Миколайович
- Докторов Микола Іванович
- Долгих Володимир Іванович
- Домінінкайтене Броне Юозівна
- Домова Раїса Василівна
- Дородова Єлизавета Григорівна
- Дорошенко Петро Омелянович
- Дорошук Валентина Іванівна
- Дотолєва Анастасія Михайлівна
- Дралкіна Вікторія Юхимівна
- Дригін Анатолій Семенович
- Дрозденко Василь Іванович
- Дубинін Віталій Іванович
- Дудін Юрій Іванович
- Дудкін Іван Іванович
- Дудко Федір Олексійович
- Дудник Тамара Семенівна
- Думбадзе Мері Хасанівна
- Дурдиєв Абаджан
- Дуркіна Парасковія Максимівна
- Дьєур Михайло Пилипович
- Дюнін Олександр Васильович

## Е
- Ейхфельд Йоган Гансович
- Еманова Федосія Григорівна
- Еренбург Ілля Григорович

## Є
- Євдокименко Георгій Степанович
- Євдокимова Євлампія Ісаївна
- Євсеєва Олександра Олександрівна
- Євстигнеєв Микола Олександрович
- Єгоров Іван Петрович
- Єгоровський Олександр Олександрович
- Єгоричев Микола Григорович
- Єдгулова Амінат Гідівна
- Єжевський Олександр Олександрович
- Єленчук Микола Васильович
- Єлізарова Марія Миколаївна
- Єлістратов Петро Матвійович
- Єлютін В’ячеслав Петрович
- Єпішев Олексій Олексійович
- Єременко Андрій Іванович
- Єрьомін Микола Миколайович
- Єрмак Леонтина Язепівна
- Єрмілов Віктор Васильович
- Єрмін Лев Борисович
- Єфімов Павло Іванович
- Єфремов Леонід Миколайович
- Єфремов Михайло Тимофійович
- Єфремов Степан Андріанович
- Єшимбетов Давлет
- Єштокін Панас Федорович

## Ж
- Жабицький Геннадій Миколайович
- Жаксиликова Батен
- Жангабулова Газіза Кабіївна
- Жанибаєва Маруса
- Жигалін Володимир Федорович
- Жиганов Назіб Гаязович
- Жилін Сергій Степанович
- Жузлякова Марія Олексіївна
- Жуков Георгій Олександрович
- Жукуре Лія Єкабівна
- Жулін Василь Васильович
- Журін Микола Іванович

## З
- Загідова Васіля Али кизи
- Задорожний Іван Якимович
- Заїдов Міргіяс Аббасович
- Зайнідінов Файзідін
- Зайцев Володимир Петрович
- Зайцев Михайло Васильович
- Зайцева Валентина Іванівна
- Зайченко Георгій Васильович
- Закаріадзе Серго Олександрович
- Закутна Євгенія Григорівна
- Зармакова Людмила Семенівна
- Захаров Вадим Олександрович
- Захаров Матвій Васильович
- Захаров Микола Степанович
- Захаров Михайло Миколайович
- Зверєв Олексій Ілліч
- Зверєв Сергій Олексійович
- Зверєва Ганна Іванівна
- Зимянін Михайло Васильович
- Зітманіс Август Карлович
- Злобін Микола Сергійович
- Золотухін Григорій Сергійович
- Зоніна Олена Федосіївна
- Зорян Степан Єгиявич
- Зотов Василь Петрович
- Зубарєв Геннадій Васильович
- Зубов Олексій Семенович
- Зурбене Анеле Миколівна

## І
- Ібрагімов Алі Ізмаїлович
- Ібрагімов Гаджі Ага Халіл огли
- Ібрагімов Мірза Аждар огли
- Ібрагімов Хамзат Ісмаїлович
- Іванов Микола Михайлович
- Іванов Семен Павлович
- Іванова Серафима Іванівна
- Іванова Тамара Филимонівна
- Івашутін Петро Іванович
- Ігнатов Микола Григорович
- Ігнатов Степан Григорович
- Ігнатьєва Ганна Василівна
- Ідрюков Торок Кебекович
- Ієвлєв Іван Васильович
- Ізраелян Лілік Вартанівна
- Іксанов Мустахім Белялович
- Ільїна Валентина Федорівна
- Ільницький Юрій Васильович
- Ільюшин Сергій Володимирович
- Ілляшенко Кирило Федорович
- Імралієв Сардар Мамед огли
- Інаурі Олексій Миколайович
- Іонов Халід Ісхакович
- Іорданов Іван Єфремович
- Ісаєв Василь Якович
- Ісаєв Серафим Іванович
- Ісакулов Мухтар
- Ісанін Микола Микитович
- Ісенов Мухамбет Айтуйович
- Іскандарова Бульбул
- Іскендеров Мамед Абдул огли
- Іслюков Семен Матвійович
- Ісмаїлов Рамазан Акпер огли
- Ішков Олександр Якимович

## Й
- Йогансон Борис Володимирович

## К
- Кабалевський Дмитро Борисович
- Кабалоєв Білар Емазайович
- Кабулов Василь Кабулович
- Кавецкене Альвіра Антанівна
- Кавун Василь Михайлович
- Кадагідзе Григорій Ілліч
- Кадиров Абдулла Мурад огли
- Кадиров Нуріслам Зіганшович
- Кадієва Фатума
- Кадіров Мамазія
- Кадомцева Ніна Йосипівна
- Казак Віктор Дмитрович
- Казаков Михайло Євдокимович
- Казаков Михайло Ілліч
- Казанець Іван Павлович
- Казанцев Іван Пилипович
- Казарян Вагінак Оганесович
- Казніна Олександра Василівна
- Кайріс Ксаверас Костович
- Кайтмазова Агнеса Костянтинівна
- Каландаров Файоз
- Калашник Марія Іванівна
- Калашников Михайло Тимофійович
- Калита Федір Іларіонович
- Калінін Василь Григорович
- Калініна Серафима Яківна
- Калмик Микола Йосипович
- Калмиков Валерій Дмитрович
- Калнберзін Ян Едуардович
- Кальченко Никифор Тимофійович
- Камалов Каллібек
- Кандренков Андрій Андрійович
- Каніс Казімерас Повілович
- Кантаєв Єсильбай Єлемесович
- Канцере Велта Фріцівна
- Капацина Тетяна Іванівна
- Капітонов Іван Васильович
- Капленко Василь Федорович
- Капуста Майя Микитівна
- Капустян Іван Ксенофонтович
- Караєв Кара Абульфаз огли
- Караєв Микола Васильович
- Каракеєв Курман-Галі
- Карлов Володимир Олексійович
- Карпенко Марія Іванівна
- Карпенко Михайло Пантелійович
- Карпеченкова Євдокия Юхимівна
- Карпова Галина Степанівна
- Касаткіна Ганна Іванівна
- Касатонов Володимир Панасович
- Касимова Адолат Тимурівна
- Катушев Костянтин Федорович
- Кахаров Абдулахад Кахарович
- Качмашев Геннадій Миколайович
- Кашемірова Ганна Василівна
- Кварацхелія Віктор Степанович
- Квасілене Яніна Юозівна
- Квіцинія Юрій Таріелович
- Кебін Іван Густавович
- Кежерашвілі Етері Петрівна
- Келдиш Мстислав Всеволодович
- Кенжаєв Курбан
- Кенжалін Сертай
- Кервалішвілі Кетевана Семенівна
- Керес Лейда Міхкелівна
- Керімов Гасан Рза огли
- Керімова Бегімханум Шихверді кизи
- Кешоков Алім Пшемахович
- Киренський Леонід Васильович
- Кириленко Андрій Павлович
- Кириллін Володимир Олексійович
- Кириллов Федір Єрмолайович
- Кириллова Євдокія Вікторівна
- Кирилюк Микола Петрович
- Кириченко Микола Карпович
- Кисельов Сергій Іванович
- Кисельов Тихон Якович
- Кисельова Катерина Сергіївна
- Кисунько Григорій Васильович
- Кізелене Гражина Антанівна
- Кікнадзе Шалва Давидович
- Кічин Геннадій Андрійович
- Клаїс Юхан Едуардович
- Клаусон Вальтер Іванович
- Клепиков Михайло Іванович
- Клецун Ксенія Яківна
- Клименко Василь Костянтинович
- Климов Олександр Петрович
- Кличев Анна-Мухамед
- Клішина Ганна Петрівна
- Клонюнене Біруте-Ванда Юозівна
- Кльопов Андрій Сергійович
- Клюєев Віктор Володимирович
- Князєв Пилип Кирилович
- Кобахідзе Шота Семенович
- Кобахія Валеріан Османович
- Кобежикова Євгенія Гаврилівна
- Коваленко Олександр Власович
- Коваленко Неоніла Василівна
- Коваль Іван Григорович
- Коваль Олександр Матвійович
- Кованов Павло Васильович
- Ковбасюк Марія Семенівна
- Ковпак Сидір Артемович
- Коданєва Капітоліна Павлівна
- Кожевников Вадим Михайлович
- Кожевников Євген Федорович
- Козир Павло Пантелійович
- Козлов Аркадій Степанович
- Козлов Василь Іванович
- Козлов Григорій Іванович
- Козлов Микола Тимофійович
- Кокарєв Олександр Якимович
- Колбін Геннадій Васильович
- Колебаєв Олексій Семенович
- Колесник Катерина Михайлівна
- Колесник Марія Гаврилівна
- Колін Павло Степанович
- Колобов Микола Олександрович
- Коломойченко Володимир Остапович
- Комарова Домна Павлівна
- Комяхов Василь Григорович
- Конєв Іван Степанович
- Конирбаєва Дамелі
- Коновалов Микола Семенович
- Конопльов Борис Всеволодович
- Конотоп Василь Іванович
- Концелідзе Лілі Мемедівна
- Копилова Марія Яківна
- Копилова Нонна Павлівна
- Коппель Хельді-Мелайне Оскарівна
- Коритков Микола Гаврилович
- Корнієць Леонід Романович
- Корнійчук Олександр Євдокимович
- Корнічук Ольга Дмитрівна
- Коробов Леонід Ілліч
- Коровкіна Олександра Прокопівна
- Корольов Борис Олексійович
- Корольова Марія Савелівна
- Королькова Раїса Семенівна
- Коротченко Дем'ян Сергійович
- Кортунов Олексій Кирилович
- Коряченко Ніна Микитівна
- Косигін Олексій Миколайович
- Коснєва Ганна Павлівна
- Коспанов Шапет Коспанович
- Костандов Леонід Аркадійович
- Костенко Микола Іванович
- Костоусов Анатолій Іванович
- Костров Костянтин Костянтинович
- Кострова Неллі Вітольдівна
- Котін Жозеф Якович
- Кохонов Пилип Лаврентійович
- Кочінян Антон Ервандович
- Кочубаєв Тойчі Тагайович
- Кочубей Антон Самійлович
- Кошовий Петро Кирилович
- Кравченко Галина Михайлівна
- Кравченко Любов Сергіївна
- Кравченко Микола Іванович
- Кравченко Микола Іванович
- Красильщикова Ніна Василівна
- Краснобаєв Ніл Іванович
- Краснов Іван Ілліч
- Крахмальов Михайло Костянтинович
- Кривенишева Марія Іллівна
- Кривошеїн Микола Георгійович
- Крижка Іван Ілліч
- Крилов Микола Іванович
- Криулін Гліб Олександрович
- Кручина Микола Юхимович
- Крюков Анатолій Михайлович
- Куделіна Тамара Федорівна
- Кудря Ганна Степанівна
- Кудрявцев Володимир Леонтійович
- Кузнецов Андрій Матвійович
- Кузнецов Василь Васильович
- Кузнецов Михайло Михайлович
- Кузьмін Андрій Петрович
- Кузьміна Ніна Григорівна
- Кузьмичов Федір Олександрович
- Кукурник Ніна Григорівна
- Кулаков Федір Давидович
- Кулатов Турабай Кулатович
- Куликов Яків Павлович
- Куликова Лідія Семенівна
- Куліджанов Лев Олександрович
- Кулієв Ілляс Бархудар огли
- Куліченко Леонід Сергійович
- Кунаєв Дінмухамед Ахмедович
- Купревич Василь Феофілович
- Курбанов Агаяр Аліяр огли
- Курбанов Мамед Гусейн огли
- Курбанов Рахманкул Курбанович
- Курбанов Тінамагомед Алійович
- Курбанова Хаваят Гаджі кизи
- Курбонова Гулхонім
- Курикова Зоя Олександрівна
- Курочкін Микола Іванович
- Кууск Хельмут Куставович
- Куцевол Василь Степанович
- Кучер Іван Омелянович
- Кучеренко Марія Трохимівна
- Кучерова Клара Олександрівна
- Кучма Борис Іванович
- Кучуберія Ушангі Бідович
- Кушакова Зінаїда Олексіївна
- Кушнірек Ганна Василівна
- Кяспер Пярья Альбертівна

## Л
- Лаанеорг Мета Віллемівна
- Лавренов Іван Ананійович
- Лаврентьєв Михайло Олексійович
- Лазарева Євдокія Василівна
- Лазебний Микола Семенович
- Лазуренко Михайло Костянтинович
- Лайбайте Феліція Клеменсівна
- Ланка Імант Андрійович
- Лаптандер Микола Павлович
- Лаптєва Олена Олексіївна
- Лапшова Тамара Василівна
- Латипова Хасіля Мухаметівна
- Лашкарашвілі Тамара Василівна
- Лащенко Петро Миколайович
- Левенець Мотрона Іванівна
- Левічев Віктор Андрійович
- Ледков Микола Єгорович
- Леїн Вольдемар Петрович
- Лейкіна Агрипіна Іванівна
- Ленцман Леонід Миколайович
- Ленчовська Меланія Михайлівна
- Леонов Леонід Максимович
- Леонов Павло Артемович
- Лесечко Михайло Оксентійович
- Лі Любов
- Лівенцов Василь Андрійович
- Лігачов Єгор Кузьмич
- Лижин Микола Михайлович
- Лисакова Роза Володимирівна
- Литвинов Іван Іванович
- Личук Юстин Тодорович
- Лобанов Павло Павлович
- Лобанова Ніна Михайлівна
- Лобанок Володимир Єлисейович
- Лобов Семен Михайлович
- Логінов Євген Федорович
- Логінов Михайло Дмитрович
- Лолашвілі Отарі Ілліч
- Ломако Ілля Павлович
- Ломако Петро Фадійович
- Ломоносов Володимир Григорович
- Лончаков Олександр Григорович
- Лощенков Федір Іванович
- Лукіна Галина Іванівна
- Лукшанов Єгор Шурткайович
- Лук’яненко Павло Пантелеймонович
- Лупенко Олександра Миколаївна
- Лутай Микола Володимирович
- Лутак Іван Кіндратович
- Лутика Феодора Григорівна
- Луцик Анастасія Миколаївна
- Льонін Олександр Васильович
- Любченко Любов Андріївна
- Лялькова Антоніна Андріївна
- Ляшко Олександр Павлович
- Лященко Микола Григорович

## М
- Маадир-оол Мукаайли
- Мавлянов Акрам
- Магзанова Улпері
- Магомаєв Джамаледдін Муслімович
- Мадалієва Хафіза
- Мажейка Альбертас Пранович
- Мажукова Ніна Іванівна
- Мазур Марія Миколаївна
- Мазуров Кирило Трохимович
- Майоров Віктор Олексійович
- Маканова Кулянжан Султанмуратівна
- Макаров Іван Миколайович
- Макаров Олександр Максимович
- Макарова Ніна Кирилівна
- Макеєв Віктор Петрович
- Максимов Максим Фролович
- Малахов Микола Семенович
- Малеєв Володимир Михайлович
- Малиновський Родіон Якович
- Малхозов Мухарбі Забітгерійович
- Малих Валентин Олександрович
- Мальбахов Тімбора Кубатійович
- Мальцев Микола Олексійович
- Мамаджанова Ойімнісо
- Мамай Микола Якович
- Мамбетов Болот Мамбетович
- Мамедов Бахтіяр Мамед Рза огли
- Мамунц Самвел Ванійович
- Манахов Олексій Олександрович
- Манюшис Йосип Антонович
- Манякін Сергій Йосипович
- Марданшина Ляйла Ханіпівна
- Марисов Валерій Костянтинович
- Маркіна Варвара Єгорівна
- Марков Георгій Мокійович
- Маркова Ніна Олександрівна
- Мартинов Микола Васильович
- Мартиросян Герасим Арамаїсович
- Мартишевський Петро Єгорович
- Марусин Михайло Андрійович
- Марусич Степанида Іванівна
- Маряхін Сергій Степанович
- Масколюнас Повілас Казимирович
- Масленников Геннадій Володимирович
- Матвеєв Валентин Інокентійович
- Матджанова Огульніяз
- Матосян Аревалуйс Алеківна
- Матросов Вадим Олександрович
- Матуліс Юозас Юозович
- Матчанов Назар Маткарімович
- Матюшин Петро Петрович
- Махмадалієв Міралі
- Махмудов Насир
- Махремов Джумакули
- Махсудян Мігран Місакович
- Мацегорова Марія Петрівна
- Мацкевич Володимир Володимирович
- Мацкявічюс Казімерас Юозович
- Мачаваріані Олексій Давидович
- Машеєв Гонгор Диликович
- Машеров Петро Миронович
- Медведєва Надія Михайлівна
- Межелайтіс Едуардас Беньямінович
- Мелкумян Гурген Аллахвердович
- Мельдер Адольф Едуардович
- Мельник Григорій Андрійович
- Мельников Леонід Георгійович
- Мельникова Зоя Василівна
- Мельниченко Варвара Пилипівна
- Менглієв Мухи
- Мендуме Михайло Клайович
- Мергенов Атда
- Мергенов Шаназар
- Мерзлякова Надія Михайлівна
- Метельська Іраїда Семенівна
- Метлицький Лев Павлович
- Метсар Роланд Робертович
- Мєсяцев Микола Миколайович
- Мжаванадзе Василь Павлович
- Михайлов Микола Олександрович
- Михайлова Агафія Василівна
- Мікаелян Сергій Абгарович
- Мікієва Каклік Мамед кизи
- Мікоян Анастас Іванович
- Мікоян Артем Іванович
- Мікулич Володимир Андрійович
- Міхель Марфа Яківна
- Мілікулова Угулой
- Мілютін Михайло Михайлович
- Міндюкевич Марія Михайлівна
- Мірошниченко Григорій Костянтинович
- Мірошниченко Микола Єгорович
- Міцкевич Володимир Федорович
- Мішарін Петро Олександрович
- Мовсесян Сурен Амбарцумович
- Модогоєв Андрій Урупхійович
- Мозговий Іван Олексійович
- Молдакова Пелагія Олександрівна
- Молчанінов Іван Ілліч
- Монашев Леонід Гаврилович
- Монвідас Юозас Пранович
- Мординов Микола Єгорович
- Морозов Іван Павлович
- Морозова Тетяна Іонівна
- Морозова Тетяна Миколаївна
- Москаленко Кирило Семенович
- Мочалін Федір Іванович
- Мочалов Павло Петрович
- Мужицький Олександр Михайлович
- Мукукенова Євдокія Санджиївна
- Мунджулян Олена Вартанівна
- Мунтян Парасковія Сергіївна
- Муравйов Василь Іванович
- Мурадов Нуритдін Мурадович
- Мурадова Сона
- Мурадян Бадал Амаякович
- Муртазаєв Каюм
- Мусаханов Мірзамахмуд Мірзарахманович
- Мусієнко Іван Данилович
- Муслієва Тамара Магомедівна
- Мусхелішвілі Микола Іванович
- Мюрісепп Олексій Олександрович

## Н
- Нагінене Анеле Антанівна
- Нажа Анастасія Гордіївна
- Назарова Бібісаїдмох
- Назаршоєв Мойоншо Назаршойович
- Найдюк Василь Микитович
- Налімова Ганна Іванівна
- Наматбаєв Сагин
- Наримбетова Алтингуль
- Насонов Олексій Васильович
- Насриддінова Ядгар Садиківна
- Насрутдінов Ільмутдін Насрутдінович
- Неверович Адам Станіславович
- Недосєйкін Василь Миколайович
- Неклюдов Олексій Іванович
- Немочин Володимир Іванович
- Непорожній Петро Степанович
- Нерсесян Мкртич Гегамович
- Нижегородцева Лідія Миколаївна
- Никонов Віктор Петрович
- Ніжарадзе Маріам Кемберівна
- Нікітченко Віталій Федотович
- Ніколаєв Костянтин Кузьмич
- Ніколаєв Петро Павлович
- Ніколаєва Тетяна Миколаївна
- Ніколаєва-Терешкова Валентина Володимирівна
- Нікольський Микола Порфирович
- Нішанов Рафік Нішанович
- Ніязбеков Сабір Білялович
- Новиков Володимир Миколайович
- Новиков Володимир Гаврилович
- Новиков Гнат Трохимович
- Новиков Костянтин Олександрович
- Новосьолов Юхим Степанович
- Новрузов Севіндік Ахмед огли
- Новрузова Гюлушан Гаріб кизи
- Новрузова Нафісат Муртуз кизи
- Ногоєва Саадат
- Нугманов Каміль
- Нуйя Марія Хомівна
- Нуралієв Нарбута
- Нурієв Аразмамед
- Нурієв Зія Нурійович
- Нуруллаєва Анар
- Нутетегрине Ганна Дмитрівна

## О
- Оберемок Тамара Миколаївна
- Овакімян Єрджанік Карапетович
- Овезов Балиш Овезович
- Овезова Ганнагозель
- Овчаренко Федір Данилович
- Оганджанян Мушег Григорович
- Оганесян Шнорік Вірабівна
- Огарков Микола Васильович
- Озрокова Любов Данилівна
- Оксененко Марія Максимівна
- Олійник Степан Іванович
- Омаров Кідрал
- Оналбеков Оразали
- Ондар Хунажик Комбуйович
- Ораєва Дурсултан
- Оразмурадов Мощи
- Оразмухаммедова Шекер
- Орел Олександр Євстахійович
- Орлов Володимир Павлович
- Орлов Михайло Анатолійович
- Орлова Варвара Олексіївна
- Орловський Кирило Прокопович
- Орозбеков Тенті
- Осипов Георгій Іванович
- Осінцев Григорій Степанович
- Осіюк Лідія Іванівна
- Осмонкулов Бірімкул
- Осокіна Фаїна Олексіївна
- Остапенко Микола Іванович
- Охотникова Зоя Яківна
- Очиров Олександр Борисович
- Оюн Аккис Ашакоолівна

## П
- Павлов Борис Тимофійович
- Павлов Володимир Якович
- Павлов Георгій Сергійович
- Павлов Григорій Петрович
- Павлов Овсій Макарович
- Павлов Сергій Павлович
- Павловський Іван Григорович
- Палецкіс Юстас Ігнович
- Пальвінська Софія Тарасівна
- Панаєва Зоя Борисівна
- Пантелеєева Олександра Кузьмівна
- Панфілов Анатолій Андріанович
- Парфіанович Йосип Антонович
- Пасічник Іван Микитович
- Пастак Аугуст Карлович
- Пастухов Борис Миколайович
- Патолічев Микола Семенович
- Патон Борис Євгенович
- Пашшиєв Расул
- Пейве Ян Вольдемарович
- Пекарський Євген Анатолійович
- Пельше Арвід Янович
- Пеньковський Валентин Антонович
- Переверзєв Петро Семенович
- Переверзіна Надія Олексіївна
- Перев'язко Василь Степанович
- Передерієнко Тамара Данилівна
- Пертель Аксель Гугович
- Петрищев Олексій Георгійович
- Петров Анатолій Михайлович
- Петров Василь Іванович
- Петров Василь Іванович
- Петров Олександр Володимирович
- Петров Павло Єгорович
- Петровський Борис Васильович
- Петровський Іван Георгійович
- Петросян Арташес Варданович
- Петросян Світлана Міхаелівна
- Петросян Сурен Мартиросович
- Петрошене Яне Людівна
- Петряков Володимир Федорович
- Пєтухов Борис Федорович
- Пєтухова Ксенія Купріянівна
- Пижикова Ніна Олександрівна
- Писін Костянтин Георгійович
- Підгорний Микола Вікторович
- Пілотович Станіслав Антонович
- Пілюгін Микола Олексійович
- Піменов Петро Тимофійович
- Пінчук Василь Андрійович
- Пітра Юрій Юрійович
- Пічугіна Ніна Іванівна
- Пічугіна Світлана Романівна
- Платонова Олександра Пилипівна
- Платунова Маргарита Іванівна
- Плауде Карл Карлович
- Плепіс Річард Антонович
- Плієв Ісса Олександрович
- Плосконенко Юрій Петрович
- Погребняк Яків Петрович
- Подгаєв Григорій Юхимович
- Поздеєв Борис Захарович
- Покотило Ганна Іванівна
- Покришкін Олександр Іванович
- Половінкіна Серафима Іванівна
- Поляков Іван Євтійович
- Полянський Дмитро Степанович
- Пономарьов Борис Миколайович
- Пономарьов Іван Осипович
- Пономарьов Михайло Олександрович
- Попльовкін Трохим Трохимович
- Попов Борис Веніамінович
- Попов Василь Дмитрович
- Попов Віктор Германович
- Попов Георгій Іванович
- Попова Марія Тихонівна
- Попова Ніна Василівна
- Портнягін Трифон Ілліч
- Портнягіна Катерина Миколаївна
- Посконов Олексій Андрійович
- Посмітний Макар Онисимович
- Посохін Михайло Васильович
- Поспєлов Микола Олександрович
- Постнов Михайло Іванович
- Потапова Тетяна Олександрівна
- Притицький Сергій Осипович
- Провалов Костянтин Іванович
- Прокоп'єв Микола Іванович
- Прокоф'єв Михайло Олексійович
- Промислов Володимир Федорович
- Прохоров Василь Ілліч
- Проценко Віктор Андрійович
- Прудніков Олександр Борисович
- Пряхін Тихон Сергійович
- Псурцев Микола Дем'янович
- Пузелявічюс Едвардас Домінікович
- Пулатов Сайфулло
- Пухова Зоя Павлівна
- Пухова Любов Павлівна
- Пушанін Дмитро Олександрович
- Пушкарьова Зоя Василівна
- Пшенична Людмила Тимофіївна

## Р
- Радостєв Герман Ілліч
- Разборський Олександр Андрійович
- Ралько Володимир Антонович
- Рандакявічюс Альфонсас Бернардович
- Раратюк Галина Павлівна
- Расулов Асо
- Расулов Джабар Расулович
- Расулов Саліх Рашидович
- Рахімов Бекташ Рахімович
- Рахімов Мардон
- Рашидов Шараф Рашидович
- Рашкулєв Дмитро Харлампійович
- Решетов Прокоп Прокопович
- Рєзнік Віра Михайлівна
- Рзаєв Юніс Кахраман огли
- Рзаева Ельміра Рашид кизи
- Риков Василь Назарович
- Різоєв Мірзоалі
- Робакідзе Ізольда Йонівна
- Рогов Микола Васильович
- Родіонов Микола Миколайович
- Родіонов Петро Олександрович
- Рожин Михайло Андрійович
- Рожко Олексій Прокопович
- Розенко Петро Якимович
- Розумна Марія Сергіївна
- Рокоссовський Костянтин Костянтинович
- Романов Василь Гнатович
- Романов Володимир Павлович
- Романов Григорій Васильович
- Романов Микола Миколайович
- Романов Олексій Володимирович
- Романовський Сергій Калістратович
- Ромашова Ніна Єлизарівна
- Рубен Віталий Петрович
- Рубцов Василь Іванович
- Рудаков Олександр Петрович
- Руденко Роман Андрійович
- Руднєв Костянтин Миколайович
- Русаков Микола Миколайович
- Рустамова Караматой
- Рябиков Василь Михайлович

## С
- Савінова Валентина Никифорівна
- Сагінов Абилкас
- Сагітов Расул Юсупович
- Сагкаєв Григорій Васильович
- Садвакасов Біменде
- Садиков Абід
- Садовська Ядвіга Казимирівна
- Садриддінов Талбак
- Саєтгараєв Габдулбар Барійович
- Салаєва Зара Мамед кизи
- Саламов Казалі
- Салахов Таїр Теймур огли
- Салієв Сафар
- Салієва Батиш
- Саліхов Ганнакурбан
- Салманов Суйєген Ажибайович
- Салопіна Таїсія Пилипівна
- Саматов Абдугафур
- Самсоненко Микола Трохимович
- Санакоєва Назіра Юхимівна
- Саприкін Віктор Костянтинович
- Сапронова Валентина Іванівна
- Саратова Віра Григорівна
- Саргсян Соє Хачатурович
- Сарімсаков Узакбай Сарімсакович
- Саркісян Джульєта Єноківна
- Саттарова Турдіхан
- Сафієва Озода
- Сафолов Абдурахмон
- Саханчук Петро Фадійович
- Сахьянова Лариса Петрівна
- Сачилаєв Іван Саранович
- Свемп Лео Симанович
- Свинарьова Зінаїда Іванівна
- Себіскверадзе Григорій Єлефтерович
- Селецький Георгій Андрійович
- Сельге Ільмар Олександрович
- Семенов Валентин Григорович
- Семенов Іван Михайлович
- Семенов Микола Миколайович
- Семичасний Володимир Юхимович
- Сендажи Сергій Балбирович
- Сербін Лідія Спиридонівна
- Сербин Іван Дмитрович
- Сергеєва Лариса Дмитрівна
- Серкебаєв Єрмек Бекмухамедович
- Сєдова Тетяна Миколаївна
- Сєнькін Іван Ілліч
- Сидоренко Михайло Михайлович
- Сидоренко Олександр Васильович
- Сидоренко Сергій Степанович
- Сидорова Євдокія Никифорівна
- Сизов Геннадій Федорович
- Сизов Павло Костянтинович
- Силантьєв Василь Петрович
- Сина Ельфріде Фердинандівна
- Синельникова Парасковія Лук’янівна
- Синиця Михайло Сафронович
- Синіцин Іван Флегонтович
- Сібогатов Мазгут Білялович
- Сімаков Каюм Мухамеджанович
- Сімакова Марія Миколаївна
- Сіраєв Габдрахман Хусаєнович
- Сісенова Назіра
- Сіюткіна Ганна Василівна
- Скаба Андрій Данилович
- Скачков Семен Андрійович
- Скляренко Наталія Костянтинівна
- Скобас Вітаутас Антанович
- Скобєльцин Дмитро Володимирович
- Скоморохов Микола Михайлович
- Скочилов Анатолій Андріанович
- Скулков Ігор Петрович
- Скупченко Клавдія Іванівна
- Славський Юхим Павлович
- Слюньков Микола Микитович
- Смирнов Леонід Васильович
- Смирнов Олександр Іванович
- Смирнов Олександр Миколайович
- Смирнов Олексій Олексійович
- Смиртюков Михайло Сергійович
- Снечкус Антанас Юозович
- Соболєв Леонід Сергійович
- Соболь Микола Олександрович
- Созонов Микола Олександрович
- Соїч Олег Владиславович
- Соколов Петро Семенович
- Соколов Сергій Леонідович
- Соколов Тихон Іванович
- Соколовський Василь Данилович
- Соловйов Віктор Фатійович
- Соломенцев Михайло Сергійович
- Соломонія Етері Бегларівна
- Сонін Георгій Іванович
- Сопиєв Муратберди
- Сорокіна Антоніна Лаврентіївна
- Сосновських Ніна Василівна
- Сотников Микола Володимирович
- Сочнєв Олександр Іванович
- Спиридонов Іван Васильович
- Спиридонов Матвій Якович
- Спроге Владислава Наполеонівна
- Станіславський Петро Михайлович
- Старовойтов Олександр Павлович
- Старовський Володимир Никонович
- Старцева Софія Іванівна
- Стафійчук Іван Йосипович
- Стеблянко Василь Григорович
- Стельмах Михайло Панасович
- Степаков Володимир Ілліч
- Степанова Анастасія Никифорівна
- Степанова Ганна Єфремівна
- Степанова Міла Андріївна
- Степченко Федір Петрович
- Стецько Василь Іванович
- Стешенко Олександра Павлівна
- Страутманіс Петро Якубович
- Стрельченко Іван Іванович
- Струєв Олександр Іванович
- Стунда Яніс Карлович
- Стученко Андрій Трохимович
- Субботін Степан Петрович
- Судрабкалнс Арвід Карлович
- Сулайманова Кульсара
- Султанов Сапар Султанович
- Султанова Гюльханум Юсуфівна
- Сумесінова Забіра
- Супрон Сергій Павлович
- Сурганов Федір Онисимович
- Сургуладзе Ізольда Дурсунівна
- Сурков Олексій Олександрович
- Суслов Михайло Андрійович
- Сухий Павло Йосипович
- Сушко Олександр Єгорович
- Суюмбаєв Ахматбек Суттубайович
- Сьомін Олексій Кузьмич

## Т
- Табеєв Фікрят Ахмеджанович
- Такулов Урусхан
- Талибова Бахар Магеррам кизи
- Тарасов Микола Никифорович
- Тарасов Олександр Михайлович
- Тарчоков Камбулат Кіцуйович
- Татарчук Микола Федорович
- Таукчі Панас Никодимович
- Телитченко Михайло Іванович
- Темірбаєв Мойдун
- Теплякова Анастасія Михайлівна
- Тер-Газарянц Георгій Арташесович
- Терещан Марія Василівна
- Теучеж Аскербій Меджидович
- Тешабаєва Мунісхон
- Тешеєв Сайділа
- Тєе Едуард Яанович
- Тимофєєв Микола Володимирович
- Тимофєєва Клавдія Сергіївна
- Тимофєєва Ніна Володимирівна
- Тимошенко Семен Костянтинович
- Тинкован Єфросинія Василівна
- Тинуріст Едгар Густавович
- Титаренко Олексій Антонович
- Титов Віталій Миколайович
- Титов Герман Степанович
- Титова Євдокія Іванівна
- Титова Марія Володимирівна
- Тихомиров Борис Олексійович
- Тихонов Віктор Іларіонович
- Тихонов Микола Олександрович
- Тихонов Микола Семенович
- Тихонюк Ганна Іллівна
- Тікунов Вадим Степанович
- Ткачов Володимир Петрович
- Ткачук Григорій Іванович
- Товстоногов Георгій Олександрович
- Тодорашко Роман Васильович
- Тодорхоєва Бадмацу Жамцаранівна
- Тоїдзе Олександр Миколайович
- Тока Салчак Калбакхорекович
- Токарєв Олександр Максимович
- Толасов Борис Костянтинович
- Толкунов Лев Миколайович
- Толстеньов Володимир Олександрович
- Толстиков Василь Сергійович
- Трапезников Сергій Павлович
- Трапін Олександр Тимофійович
- Трифонова Клавдія Михайлівна
- Трібой Віра Кирилівна
- Трофимова Валентина Василівна
- Трунова Лідія Дмитрівна
- Тулесова Ялкин Уятівна
- Туполєв Андрій Миколайович
- Турсун-заде Мірзо
- Тхілайшвілі Олександр Дурсунович
- Тябут Дмитро Васильович

## У
- Увачан Василь Миколайович
- Уксегешева Єлизавета Миколаївна
- Улізко Василь Іванович
- Умаханов Магомед-Салам Іллясович
- Умуралієв Мукаш
- Ундуск Йоганнес Олександрович
- Ураєв Петро Васильович
- Урун-Ходжаєв Сайд-Ходжа
- Урюпіна Віра Олексіївна
- Усанов Іван Олексійович
- Усимбеков Ітбай
- Усманов Гумер Ісмагілович
- Усманов Саїдмахмуд Ногманович
- Устинов Дмитро Федорович
- Усубалієв Турдакун Усубалійович
- Усупова Аліман
- Утебаєв Сафі Утебайович
- Утіашвілі Валіко Олексійович

## Ф
- Файзулліна Нурлибанат Каримівна
- Федін Костянтин Олександрович
- Федоров Віктор Степанович
- Федоров Олексій Федорович
- Федорова Зоя Олександрівна
- Федосєєв Петро Миколайович
- Федунець Іван Іванович
- Ферін Михайло Олексійович
- Філатов Борис Васильович
- Філатов Леонід Іванович
- Філатова Катерина Микитівна
- Філіппова Надія Пилипівна
- Філюріна Марта Михайлівна
- Флорентьєв Леонід Якович
- Форманюк Олександра Михайлівна
- Фролов Василь Дмитрович
- Фролов Василь Семенович
- Фролова Марія Миколаївна
- Фурцева Катерина Олексіївна

## Х
- Хадзієв Мікаїл Ахметович
- Хайдаров Ашур
- Хайдаров Аюб Хайдарович
- Хайкова Валентина Михайлівна
- Хайнасова Магріфа Хайнасівна
- Хакімулліна Рахіма Баріївна
- Халілов Захід Ісмаїл огли
- Халілов Самед Агалар огли
- Халімов Айваз
- Хамракулов Шералі
- Харитон Юлій Борисович
- Хасанова Байдимат Хаджі-Ісмаїлівна
- Херсонський Рафаїл Хаїмович
- Хетагуров Георгій Іванович
- Хечінашвілі Семен Миколайович
- Хизиров Кужабай Мурзабайович
- Хитров Степан Дмитрович
- Хікматов Ергаш
- Хіміч Василь Петрович
- Хінкіна Валентина Олексіївна
- Ховалиг Шондайти
- Ходжагельдиєва Байрам
- Ходжаєв Єшанкул
- Ходжиєв Риф'ят
- Ходикін Микола Якович
- Ходієва Хадіча
- Холов Махмадула
- Хортюк Євгенія Юхимівна
- Хрєнников Тихон Миколайович
- Хрипкова Антоніна Георгіївна
- Христич Микола Федорович
- Хромов Василь Дмитрович
- Худоєв Саттор
- Худосовцев Микола Михайлович
- Хусанов Атакул
- Хярмс Майму

## Ц
- Цаболов Ібрагім Андрійович
- Цвєтков Євген Миколайович
- Цвєткова Олександра Іванівна
- Цвігун Семен Кузьмич
- Целміньш Мірдза Карлівна
- Цецхладзе Тіна Рамізівна
- Циплухіна Єлизавета Павлівна
- Циренов Бадма Циренович
- Цуканов Георгій Емануїлович
- Цуцкова Валентина Григорівна

## Ч
- Чавтараєва Місі Ахмедівна
- Чадунелі Гурам Шалвович
- Чаїров Олександр Борисович
- Чайкін Іван Васильович
- Чаковський Олександр Борисович
- Чануквадзе Шота Іларіонович
- Чачі Мустафа
- Челан Микола Семенович
- Чепрасов Пилип Матвійович
- Черватюк Іван Васильович
- Чердинцев Василь Макарович
- Черемних Раїса Іванівна
- Черкезішвілі Нанулі Георгіївна
- Черкезія Отар Євтихійович
- Черненко Костянтин Устинович
- Черников Сергій Гнатович
- Чернишов Василь Юхимович
- Чернышов Георгій Дмитрович
- Чернова Варвара Миколаївна
- Чернявська Анфіса Степанівна
- Черняєв Лев Миколайович
- Черський Микола Васильович
- Чехонін Павло Михайлович
- Чіковані Михайло Герасимович
- Чибіров Заур Джебойович
- Чиркова Тетяна Миколаївна
- Чиряєв Гаврило Йосипович
- Чоговадзе Георгій Іраклійович
- Чорний Василь Ілліч
- Чорний Олексій Клементійович
- Чубаров Анатолій Петрович
- Чугунов Іван Іванович
- Чуєв Олексій Васильович
- Чуйков Василь Іванович
- Чуміна Валентина Сергіївна
- Чурсін Серафим Євгенович

## Ш
- Шабалов Кузьма Федорович
- Шабасанов Махтум Кулі Карайович
- Шадиєва Зухро
- Шайдуллов Мансур Каюмович
- Шайхов Єркін Турдийович
- Шакіров Каміль Фаязович
- Шакіров Мідхат Закірович
- Шакшин Анатолій Дмитрович
- Шамба Юрій Миколайович
- Шамонін Іван Іванович
- Шамсудінов Фахредін Шамсудінович
- Шаріпов Аді
- Шарков Гаврило Антонович
- Шауро Василь Филимонович
- Шахова Антоніна Тимофіївна
- Шашин Валентин Дмитрович
- Шевлякова Ніна Василівна
- Шевченко Володимир Васильович
- Шевченко Лідія Іванівна
- Шевченко Марія Федорівна
- Шевчук Григорій Іванович
- Шелепін Олександр Миколайович
- Шелест Петро Юхимович
- Шербутаєв Муса
- Шестьоркін Серафим Іванович
- Шибаев Олексій Іванович
- Шимуконене Вероніка Йонівна
- Шипулін Дмитро Аркадійович
- Широких Петро Антонович
- Шитиков Олексій Павлович
- Шихова Марія Матвіївна
- Школьников Олексій Михайлович
- Шлопак Тетяна Володимирівна
- Шокін Олександр Іванович
- Шолохов Михайло Олександрович
- Шостакович Дмитро Дмитрович
- Шох Іван Дмитрович
- Штанько Валентина Григорівна
- Штирбу Олександр Костянтинович
- Шубенко-Шубін Леонід Олександрович
- Шукюрова Фірангіз Ахмед кизи
- Шулімова Олександра Андріївна
- Шумаускас Мотеюс Юозович

## Щ
- Щеглов Панас Федорович
- Щербаков Павло Миколайович
- Щербина Борис Євдокимович
- Щербицький Володимир Васильович
- Щетинін Панас Олексійович
- Щетинін Семен Миколайович
- Щолоков Микола Онисимович
- Щуренко Володимир Кирилович

## Ю
- Юлдашева Назіра
- Юнак Іван Харитонович

## Я
- Язикович Валентин Федорович
- Яковлєв Олександр Сергійович
- Якубовський Іван Гнатович
- Якубовський Фуад Борисович
- Янгель Михайло Кузьмич
- Янишин Стефанія Андріївна
- Янсон Валдіс Янович
- Янушаускене Ванда-Теофіле Повілівна
- Яснов Михайло Олексійович
- Ясюченя Ганна Іванівна

## Дообрані депутати
- Авдюкевич Лонгин Іванович (11.12.1966)
- Мозговий Василь Федотович (11.12.1966)
- Моркунас Повілас Антанович (11.12.1966)
- Артоболевський Іван Іванович (12.03.1967)
- Бойцов Василь Васильович (12.03.1967)
- Органов Микола Миколайович (12.03.1967)
- Кочетов Андрій Олексійович (20.08.1967)
- Голдін Микола Васильович (27.08.1967)
- Імамова Ташбібі (27.08.1967)
- Леонов Микола Сергійович (27.08.1967)
- Папутін Віктор Семенович (27.08.1967)
- Заїдов Хамід (28.01.1968)
- Казарян (Севак) Паруйр Рафаелович (17.03.1968)
- Караваєв Георгій Аркадійович (28.01.1968)
- Комаров Лев Миколайович (28.01.1968)
- Костарєв Антон Дмитрович (28.01.1968)
- Куликов Віктор Георгійович (17.03.1968)
- Третяк Іван Мойсейович (17.03.1968)
- Гусенков Петро Васильович (19.05.1968)
- Бахірєв В'ячеслав Васильович (28.07.1968)
- Шибалов Олександр Никонорович (11.08.1968)
- Тяжельников Євген Михайлович (25.08.1968)
- Ходжаєв Асаділла Ашрапович (20.10.1968)
- Русаков Костянтин Вікторович (24.11.1968)
- Борисевич Микола Олександрович (29.06.1969)
- Козлов Сергій Васильович (29.06.1969)
- Висоцький Олександр Степанович (24.08.1969)
- Скурко Євген Іванович (24.08.1969)